# Papillidiopsis ramulina
Papillidiopsis ramulina là một loài Rêu trong họ Sematophyllaceae. Loài này được (Thwaites & Mitt.) W.R. Buck & B.C. Tan mô tả khoa học đầu tiên năm 1989.